# Орехово (Рязанская область)
Орехово — село в Лакашинском сельском поселение Спасского района Рязанской области.

## География
Село расположено примерно в 38 км к северо-востоку от районного центра. Ближайшие населённые пункты — село Лакаш к востоку и деревня Большие Лупяжи к западу.

## История
Деревня Ореховая, Сланниково тож, впервые упоминается в писцовых книгах за 1629 год. В 1867 году в ней была построена Никольская церковь с приделами Пятницким и Иоанно-Богословским.
В 1905 году село Орехово, Волово тож, входило в состав Городковической волости Спасского уезда Рязанской губернии и имело 228 дворов при численности населения 2286 человек.

## Население
| 1859 | 1906  | 2010 |
| ---- | ----- | ---- |
| 1506 | ↗2286 | ↘68  |

## Транспорт и связь
В селе имеется одноимённое сельское отделение почтовой связи (индекс 391073).